# Stratiformis
Le stratiformis est une espèce de nuage en nappe horizontale de grande étendue rappelant ainsi l'aspect d'un stratus,.

## Description
Les différents genres qui comportent une variété stratiformis sont :
- Cirrocumulus stratiformis[3] (Cc str) ;
- Altocumulus stratiformis[4] (Ac str);
- Stratocumulus stratiformis[5] (Ac str).